# Agrostis avenacea
Agrostis avenacea es una especie de planta herbácea perteneciente a la familia de las poáceas. Es originaria de Australia, Nueva Zelanda, y otras islas del Océano Pacífico, incluida Nueva Guinea y la Isla de Pascua. 

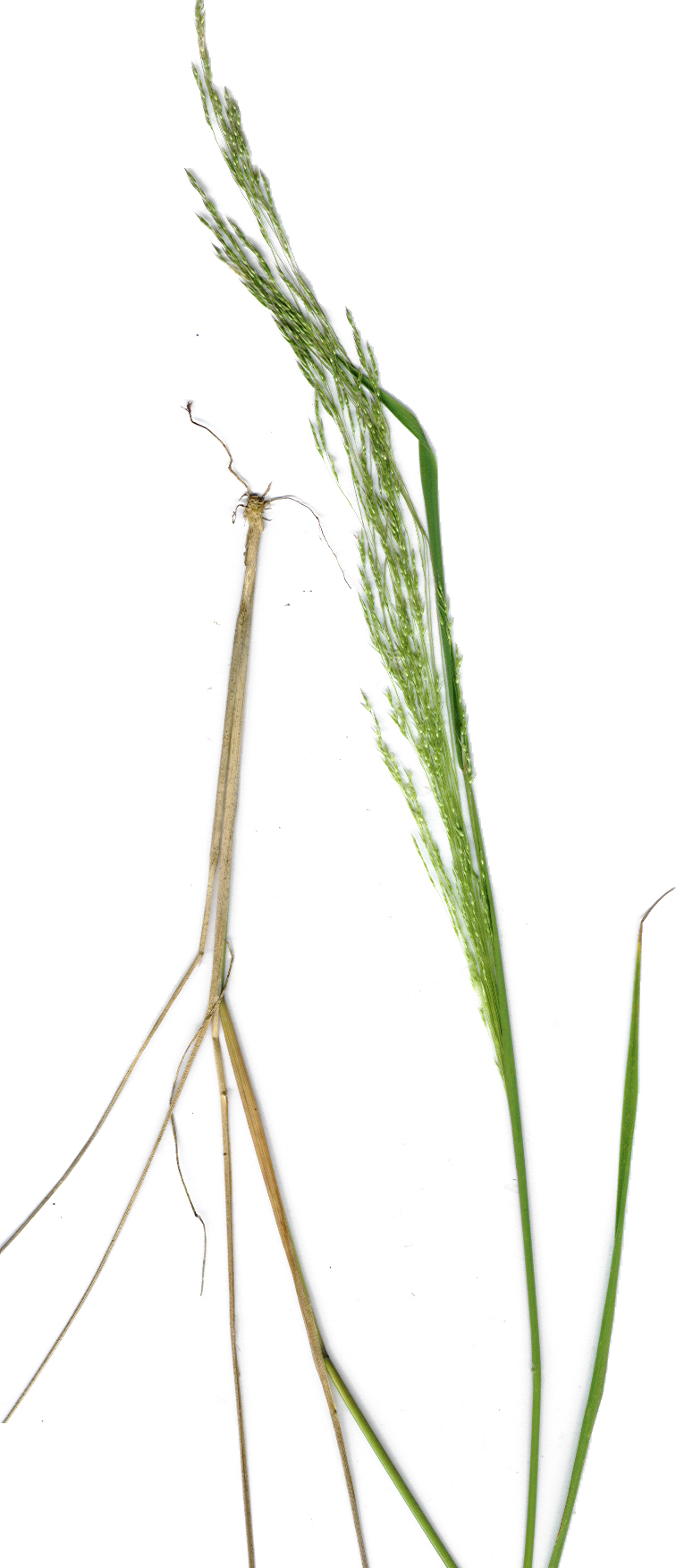
Detalle de la planta

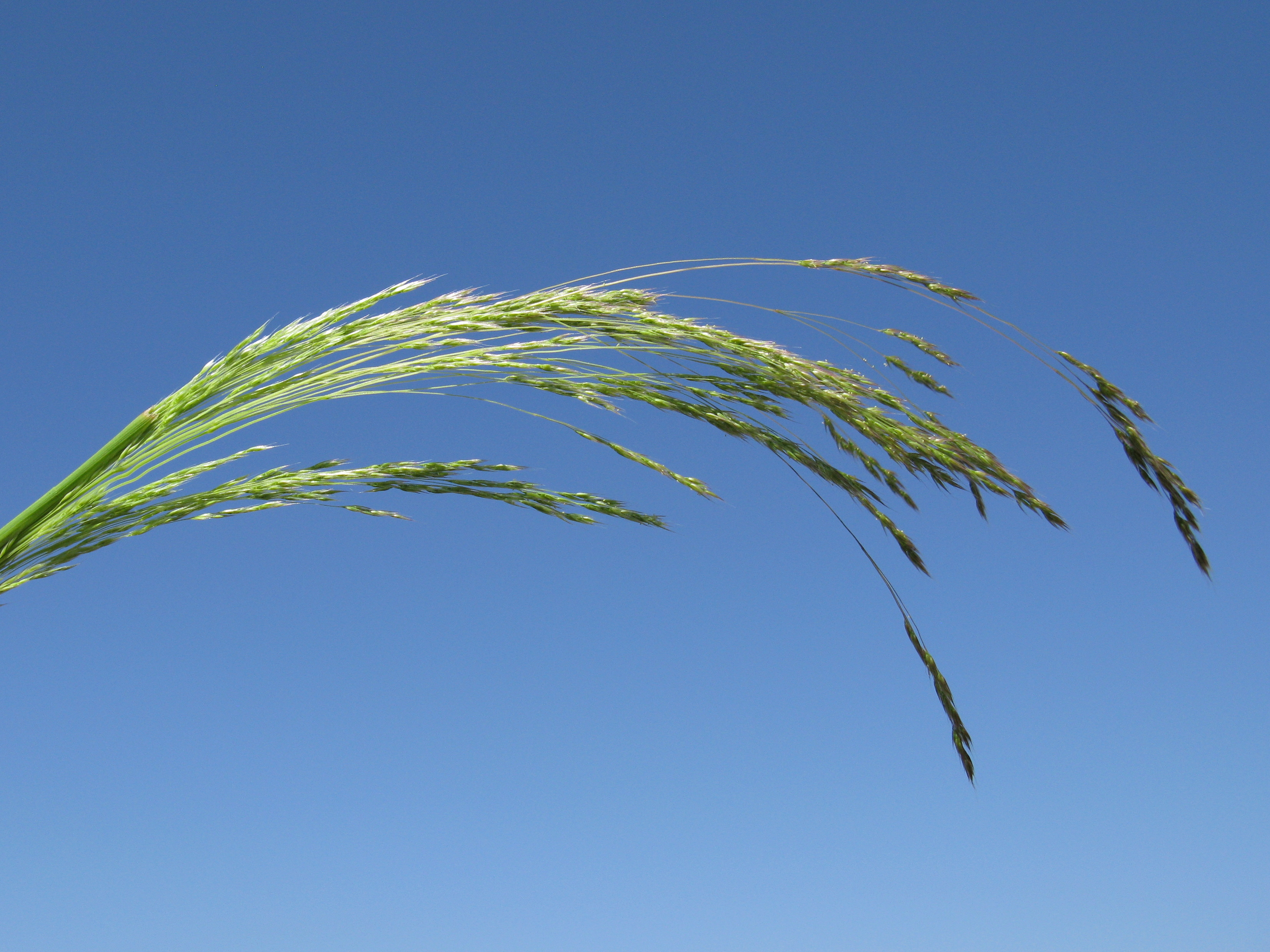
Detalle de la planta

## Descripción
Alcanza un tamaño de hasta 65 centímetros de alto como pasto perenne alfombrado. La inflorescencia es una panícula de hilos tenues, cada uno con varias pequeñas espiguillas difusas al final. Las espiguillas tienen dos o tres milímetros de largo.
En Australia es un peligro de incendio, que pueden provocar los trenes.
Agrostis avenacea se conoce en otras partes como una especie introducida y, a veces es considerada una mala hierba nociva. Es particularmente invasiva en California, donde es una mala hierba de los sensibles ecosistemas de alrededor de San Diego.

## Taxonomía
Agrostis avenacea fue descrita por Johann Friedrich Gmelin y publicado en Systema Naturae . . . editio decima tertia, aucta, reformata 2(1): 171. 1791.
Etimología
Etimología
Ver: Agrostis
avenacea: epíteto latino que significa "como la avena".
Sinonimia
- Agrostis avenacea var. perennis Vickery
- Agrostis chamissonis (Trin.) Trin.
- Agrostis debilis Poir.
- Agrostis filiformis (J.R.Forst.) Spreng.
- Agrostis forsteri Rich. ex Roem. & Schult.
- Agrostis lasiantha Phil.
- Agrostis leonii Parodi
- Agrostis ligulata Steud.
- Agrostis novae-hollandiae P.Beauv.
- Agrostis retrofracta Willd.
- Agrostis solandri F.Muell.
- Avena filiformis G.Forst.
- Calamagrostis avenacea (J.F.Gmel.) W.R.B.Oliv.
- Calamagrostis avenacea (J.F. Gmel.) Bech.
- Calamagrostis chamissonis (Trin.) Steud.
- Calamagrostis filiformis (G.Forst.) Cockayne
- Calamagrostis filiformis (G. Forst.) Pilg. ex Ostenf.
- Calamagrostis forsteri (Roem. & Schult.) Steud.
- Calamagrostis retrofracta (Willd.) Link ex Steud.
- Calamagrostis retrofracta (Willd.) Link
- Calamagrostis willdenowii (Trin.) Steud.
- Deyeuxia chamissonis (Trin.) Kunth
- Deyeuxia filiformis (G.Forst.) Petrie
- Deyeuxia filiformis var. aristata (Benth.) Domin
- Deyeuxia filiformis var. laeviglumis (Benth.) Domin
- Deyeuxia forsteri (Steud.) Kunth
- Deyeuxia forsteri var. aristata Benth.
- Deyeuxia forsteri var. laeviglumis Benth.
- Deyeuxia retrofracta (Willd.) Kunth
- Lachnagrostis avenacea (J.F.Gmel.) Veldkamp
- Lachnagrostis chamissonis Trin.
- Lachnagrostis filiformis (J.R.Forst.) Trin.
- Lachnagrostis forsteri (Roem. & Schult.) Trin.
- Lachnagrostis perennis (Vickery) A.J.Br.
- Lachnagrostis retrofracta (Willd.) Trin.
- Lachnagrostis willdenowii Trin.
- Vilfa debilis (Poir.) P.Beauv.
- Vilfa retrofracta (Willd.) P.Beauv.[10][11][2]